# Paolo Tagliavento
Paolo Tagliavento est un arbitre international italien de football né le 19 septembre 1972 à Terni en Italie.

## Biographie
Paolo Tagliavento, coiffeur de métier, débute l'arbitrage en Serie C1 et C2 en 2001-2002. Seulement deux saisons après, il est désigné pour officier en Serie B et Serie A. Le 16 mai 2004, il arbitre sa première rencontre de Serie A lors d'un match opposant le Chievo Vérone au Bologne FC 1909.
Le 1er janvier 2007, il devient arbitre international. En juin il est donc désigné par l'UEFA pour arbitrer la finale de la Coupe des régions.
Il arbitre la saison suivante ses premières rencontres européennes en Coupe UEFA, avec les matches opposant le Red Bull Salzbourg à l'AEK Athènes le 4 octobre 2007 puis le RSC Anderlecht aux Girondins de Bordeaux le 13 février 2008. Il dirige également son premier match international au cours d'une rencontre entre les sélections espoirs d'Irlande du Nord et d'Allemagne. Paolo Tagliavento dirige sa première rencontre internationale avec les A quelques mois plus tard, le 6 février 2008, au cours d'un match amical entre la Turquie et la Suède.
En 2008-2009, il dirige sa première rencontre de ligue des champions lors du tour préliminaire entre le Betar Jérusalem et le Wisła Cracovie le 30 juillet 2008. Le 18 septembre 2008, il officie également pour sa première rencontre internationale officielle entre les A lors d'un match comptant pour les éliminatoires de la coupe du monde 2010 entre la Lituanie et l'Autriche.
Il arbitre la saison suivante ses premiers chocs en Serie A avec les Juventus-AS Rome, AS Rome-AC Milan et le derby romain. Le 12 mai 2010, il est désigné pour être l'assistant de Nicola Rizzoli pour la finale de la ligue Europa 2009-2010 entre l'Atlético de Madrid et Fulham. Il remporte à l'issue de cette saison le prix Giovanni Mauro du meilleur arbitre de Serie A.
À partir de la saison 2010-2011 et de la scission de la commission d'arbitrage italienne, il s'occupe exclusivement de rencontres importantes de la Serie A. Paolo Tagliavento continue à se voir confier les affiches du Calcio, tel le derby milanais, mais également en ligue Europa où il dirige l'Atlético de Madrid, le Bayer Leverkusen,, le FC Porto, le Benfica Lisbonne, le Villarreal CF ou encore le PSV Eindhoven. Le 8 décembre 2010, il arbitre sa première rencontre de phase de poules de la ligue des champions au cours de l'opposition entre Arsenal et le Partizan Belgrade.
Durant l'été 2011, il est désiné pour être arbitre à l'Euro espoirs 2011. Ses bonnes performances lui permettent d'arbitre la finale entre l'Espagne et la Suisse.
le 14 février 2012, Paolo Tagliavento arbitre son premier match de phase finale de la ligue des champions lors du huitième de finale aller opposant l'Olympique lyonnais à l'APOEL Nicosie. Le 29 février 2012, il dirige sa première rencontre internationale entre deux nations majeures du football lors du match amical entre l'Allemagne et la France.
Il a par ailleurs officié deux fois dans le championnat ukrainien entre 2007 et 2010, notamment le 5 mai 2010 lors du choc entre le FC Chakhtar Donetsk et le Dynamo Kiev.